# I'm a Mess (canción de Ed Sheeran)
"I'm a Mess" es una canción por el cantautor Ed Sheeran, con colaboración de Jake Gosling. La canción fue lanzada el 20 de junio de 2014 como parte de su segundo álbum de estudio, x. Entró al UK Singles Chart con el número 72 y llegó al número 49 debido a muchas descargas.

## Canción y lanzamiento
El 26 de junio de 2014, para promocionar el lanzamiento de x, Sheeran invitó a los fanes a votar por su canción favorita del álbum, la cual cantaría en vivo en E4. La canción con la mayoría de votos fue "I'm a Mess", y fue cantada en vivo por Sheeran durante un comercial de The Big Bang Theory. Esto llevó a más ventas de la canción.

## Listas
| Lista(2014)                          | Posición |
| ------------------------------------ | -------- |
| Irlanda (IRMA)                       | 62       |
| Suecia (Sverigetopplistan)           | 60       |
| UK Singles (Official Charts Company) | 49       |